# Stamboom Anna Maria van Nassau-Siegen
Dit is de stamboom van gravin Anna Maria van Nassau-Siegen (1589–1620).
| Stamboom Anna Maria van Nassau-Siegen (1589–1620) | Stamboom Anna Maria van Nassau-Siegen (1589–1620)                                                         | Stamboom Anna Maria van Nassau-Siegen (1589–1620) | Stamboom Anna Maria van Nassau-Siegen (1589–1620) | Stamboom Anna Maria van Nassau-Siegen (1589–1620)                                                         | Stamboom Anna Maria van Nassau-Siegen (1589–1620)                                                         | Stamboom Anna Maria van Nassau-Siegen (1589–1620)                                                            | Stamboom Anna Maria van Nassau-Siegen (1589–1620)                                                            | Stamboom Anna Maria van Nassau-Siegen (1589–1620)                                                          |
| ------------------------------------------------- | --- | --- | --- | --- | --- | --- | --- | --- |
| Betovergrootouders                                | Johan V van Nassau-Siegen (1455–1516) ⚭ 1482 Elisabeth van Hessen-Marburg (1466–1523)                     | Botho III van Stolberg-Wernigerode (1467–1538) ⚭ 1500 Anna van Eppstein-Königstein (1481–1538) | Johan IV van Leuchtenberg (1470–1531) ⚭ 1502 Margaretha van Schwarzburg-Blankenburg (1482–1518) | Frederik V ‘de Oudere’ van Brandenburg-Ansbach (1460–1536) ⚭ 1479 Sofia van Polen (1464–1512)             | Filips I van Waldeck-Waldeck (1445–1475) ⚭ 1464 Johanna van Nassau-Siegen (1444–1468)                     | Willem van Runkel (?–1489) ⚭ 1454 Irmgard van Rollingen (?–1514)                                             | Gerlach II van Isenburg-Grenzau (?–1500) ⚭ 1455 Hildegard van Sierck (?–1490)                                | Hendrik van Hunolstein-Neumagen (?–1486) ⚭ 1466 Elisabeth van Boulay (?–1507)                              |
| Overgrootouders                                   | Willem I ‘de Rijke’ van Nassau-Siegen (1487–1559) ⚭ 1531 Juliana van Stolberg-Wernigerode (1506–1580)     | Willem I ‘de Rijke’ van Nassau-Siegen (1487–1559) ⚭ 1531 Juliana van Stolberg-Wernigerode (1506–1580) | George III van Leuchtenberg (1502–1555) ⚭ 1528 Barbara van Brandenburg-Ansbach (1495–1552) | George III van Leuchtenberg (1502–1555) ⚭ 1528 Barbara van Brandenburg-Ansbach (1495–1552)                | Hendrik VIII van Waldeck-Wildungen (1465–1513) ⚭ vóór 1492 Anastasia van Runkel (?–1502/03)               | Hendrik VIII van Waldeck-Wildungen (1465–1513) ⚭ vóór 1492 Anastasia van Runkel (?–1502/03)                  | Salentijn VII van Isenburg-Grenzau (vóór 1470–1534) ⚭ Elisabeth van Hunolstein-Neumagen (ca. 1475–1536/38)   | Salentijn VII van Isenburg-Grenzau (vóór 1470–1534) ⚭ Elisabeth van Hunolstein-Neumagen (ca. 1475–1536/38) |
| Grootouders                                       | Johan VI ‘de Oude’ van Nassau-Siegen (1536–1606) ⚭ 1559 Elisabeth van Leuchtenberg (1537–1579)            | Johan VI ‘de Oude’ van Nassau-Siegen (1536–1606) ⚭ 1559 Elisabeth van Leuchtenberg (1537–1579) | Johan VI ‘de Oude’ van Nassau-Siegen (1536–1606) ⚭ 1559 Elisabeth van Leuchtenberg (1537–1579) | Johan VI ‘de Oude’ van Nassau-Siegen (1536–1606) ⚭ 1559 Elisabeth van Leuchtenberg (1537–1579)            | Filips IV van Waldeck-Wildungen (1493–1574) ⚭ 1554 Jutta van Isenburg-Grenzau (?–1564)                    | Filips IV van Waldeck-Wildungen (1493–1574) ⚭ 1554 Jutta van Isenburg-Grenzau (?–1564)                       | Filips IV van Waldeck-Wildungen (1493–1574) ⚭ 1554 Jutta van Isenburg-Grenzau (?–1564)                       | Filips IV van Waldeck-Wildungen (1493–1574) ⚭ 1554 Jutta van Isenburg-Grenzau (?–1564)                     |
| Ouders                                            | Johan VII ‘de Middelste’ van Nassau-Siegen (1561–1623) ⚭ 1581 Magdalena van Waldeck-Wildungen (1558–1599) | Johan VII ‘de Middelste’ van Nassau-Siegen (1561–1623) ⚭ 1581 Magdalena van Waldeck-Wildungen (1558–1599) | Johan VII ‘de Middelste’ van Nassau-Siegen (1561–1623) ⚭ 1581 Magdalena van Waldeck-Wildungen (1558–1599) | Johan VII ‘de Middelste’ van Nassau-Siegen (1561–1623) ⚭ 1581 Magdalena van Waldeck-Wildungen (1558–1599) | Johan VII ‘de Middelste’ van Nassau-Siegen (1561–1623) ⚭ 1581 Magdalena van Waldeck-Wildungen (1558–1599) | Johan VII ‘de Middelste’ van Nassau-Siegen (1561–1623) ⚭ 1581 Magdalena van Waldeck-Wildungen (1558–1599)    | Johan VII ‘de Middelste’ van Nassau-Siegen (1561–1623) ⚭ 1581 Magdalena van Waldeck-Wildungen (1558–1599)    | Johan VII ‘de Middelste’ van Nassau-Siegen (1561–1623) ⚭ 1581 Magdalena van Waldeck-Wildungen (1558–1599)  |
| Anna Maria van Nassau-Siegen (1589–1620)          | | | | | | | | |
| Echtgenoot                                        | ⚭ 1611 Johan Adolf van Daun-Falkenstein-Broich (ca. 1581–1653)                                            | ⚭ 1611 Johan Adolf van Daun-Falkenstein-Broich (ca. 1581–1653) | ⚭ 1611 Johan Adolf van Daun-Falkenstein-Broich (ca. 1581–1653) | ⚭ 1611 Johan Adolf van Daun-Falkenstein-Broich (ca. 1581–1653)                                            | ⚭ 1611 Johan Adolf van Daun-Falkenstein-Broich (ca. 1581–1653)                                            | ⚭ 1611 Johan Adolf van Daun-Falkenstein-Broich (ca. 1581–1653)                                               | ⚭ 1611 Johan Adolf van Daun-Falkenstein-Broich (ca. 1581–1653)                                               | ⚭ 1611 Johan Adolf van Daun-Falkenstein-Broich (ca. 1581–1653)                                             |
| Kinderen                                          | Maurits van Daun-Falkenstein (1612–1612)                                                                  | Willem Wirich van Daun-Falkenstein-Broich (1613–1682) ⚭ 1634 Elisabeth van Waldeck-Wildungen (1610–1647) ⚭ 1663 Agnes Catharina van Limburg-Stirum (1629–1686) | Willem Wirich van Daun-Falkenstein-Broich (1613–1682) ⚭ 1634 Elisabeth van Waldeck-Wildungen (1610–1647) ⚭ 1663 Agnes Catharina van Limburg-Stirum (1629–1686) | Emich van Daun-Falkenstein (ca. 1614–1642) ⚭ 1642 Alexandrine Maria Gräfin von Vehlen und Meggen (?–1662) | Emich van Daun-Falkenstein (ca. 1614–1642) ⚭ 1642 Alexandrine Maria Gräfin von Vehlen und Meggen (?–1662) | Anna Elisabeth van Daun-Falkenstein (ca. 1615–1706) ⚭ 1636 Johan Albrecht II van Solms-Braunfels (1599–1648) | Anna Elisabeth van Daun-Falkenstein (ca. 1615–1706) ⚭ 1636 Johan Albrecht II van Solms-Braunfels (1599–1648) | Ernestina van Daun-Falkenstein (?–?)                                                                       |
| Kleinkinderen                                     | – | 1. Anna Elisabeth van Daun-Falkenstein (1636–1685) 2. Ferdinand Christiaan van Daun-Falkenstein (1636–1642) 3. Charlotte Augusta van Daun-Falkenstein (1637–1713) 4. Amalia Sibylla van Daun-Falkenstein (1639–?) 5. Christina Louise van Daun-Falkenstein (1640–1717) 6. Wilhelmina Sibylla van Daun-Falkenstein (?–?) 7. Karel Alexander van Daun-Falkenstein (1643–1659) 8. Willem van Daun-Falkenstein (1644–1653) 9. Johanna Sophia van Daun-Falkenstein (?–?) 10. Hollandina Juliana van Daun-Falkenstein (?–?) | 1. Anna Elisabeth van Daun-Falkenstein (1636–1685) 2. Ferdinand Christiaan van Daun-Falkenstein (1636–1642) 3. Charlotte Augusta van Daun-Falkenstein (1637–1713) 4. Amalia Sibylla van Daun-Falkenstein (1639–?) 5. Christina Louise van Daun-Falkenstein (1640–1717) 6. Wilhelmina Sibylla van Daun-Falkenstein (?–?) 7. Karel Alexander van Daun-Falkenstein (1643–1659) 8. Willem van Daun-Falkenstein (1644–1653) 9. Johanna Sophia van Daun-Falkenstein (?–?) 10. Hollandina Juliana van Daun-Falkenstein (?–?) | – | – | 1. Hendrik Trajectinus van Solms-Braunfels (1638–1693) 2. Anna Ulrika van Solms-Braunfels (?–1700)           | 1. Hendrik Trajectinus van Solms-Braunfels (1638–1693) 2. Anna Ulrika van Solms-Braunfels (?–1700)           | – |